# Chapeltown (South Yorkshire)
Chapeltown – osada w Anglii, w South Yorkshire, w dystrykcie metropolitalnym Sheffield. W 2001 miejscowość liczyła 22 665 mieszkańców.